# 伊集院俊 (海軍軍人)

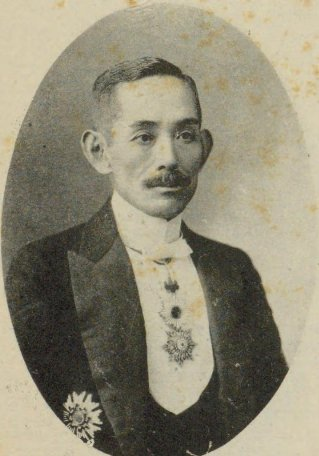
伊集院俊

伊集院 俊（いじゅういん とし / しゅん、1871年12月26日〈明治4年11月15日〉 - 1925年〈大正14年〉2月4日）は、日本海軍の軍人。最終階級は海軍少将。鹿児島市長。

## 経歴
鹿児島県出身。伊集院篤の息子として生まれる。1894年（明治27年）11月、海軍兵学校（21期）を卒業し、少尉候補生として「扶桑」に乗り組み日清戦争に従軍。1895年（明治28年）12月に海軍少尉任官。水雷術練習所で学んだ。
1899年（明治32年）9月、海軍大尉に昇進し「笠置」分隊長に就任。以後、「大島」航海長、佐世保水雷団水雷艇隊艇長、軍令部出仕、清国南部出張、軍令部第3局局員、大本営海軍参謀などを歴任。南清および満州を偵察。1904年（明治37年）4月、第3艦隊参謀となり日露戦争に出征。1905年（明治38年）1月、海軍少佐に進級。日本海海戦などに参戦した。
1905年12月、イギリス駐在に発令された。1908年（明治41年）7月、「朝日」水雷長に就任。その後、南清艦隊参謀、第3艦隊参謀、軍令部参謀を経て、1909年（明治42年）10月、海軍中佐に進級した。同年11月、軍令部参謀兼参謀本部員となり、その後、「朝日」副長、兼海軍砲術学校教官、海軍水雷学校教官、軍令部参謀などを経て、1914年（大正3年）12月、海軍大佐に昇進した。
1915年（大正4年）12月、「宗谷」艦長となり、以後、「津軽」艦長、在支那公使館付武官（天津在勤）、軍令部出仕などを歴任し、1919年（大正8年）12月、海軍少将に進み軍令部参謀を兼務した。1920年（大正9年）10月、佐世保防備隊司令に就任。1922年（大正11年）8月、軍令部出仕となり、同年12月、待命となる。1923年（大正12年）3月、予備役に編入された。その後は鹿児島市長を務めた。

## 栄典
位階
- 1896年（明治29年）2月10日 - 正八位[1]
- 1898年（明治31年）3月8日 - 従七位[2]
- 1899年（明治32年）10月31日 - 正七位[3]
- 1904年（明治37年）11月11日 - 従六位[4]
- 1909年（明治42年）12月20日 - 正六位[5]
- 1915年（大正4年）2月10日 - 従五位[6]
- 1920年（大正9年）1月20日 - 正五位[7]
- 1923年（大正12年）4月30日 - 従四位[8]

勲章等
- 1895年（明治28年）11月18日 - 勲六等瑞宝章[9]・明治二十七八年従軍記章[10]
- 1901年（明治34年）5月31日 - 勲五等瑞宝章[11]
- 1905年（明治38年）5月30日 - 勲四等瑞宝章[12]
- 1906年（明治39年）4月1日 - 功四級金鵄勲章・旭日小綬章・明治三十七八年従軍記章[13]
- 1913年（大正2年）5月31日 – 勲三等瑞宝章[14]
- 1915年（大正4年）11月7日 - 旭日中綬章・大正三四年従軍記章[15]